# Uruguay en los Juegos Olímpicos de Berlín 1936
Uruguay estuvo representado en los Juegos Olímpicos de Berlín 1936 por un total de 37 deportistas masculinos que compitieron en 6 deportes.
El equipo olímpico uruguayo no obtuvo ninguna medalla en estos Juegos.